# Ongeslachtelijke voortplanting

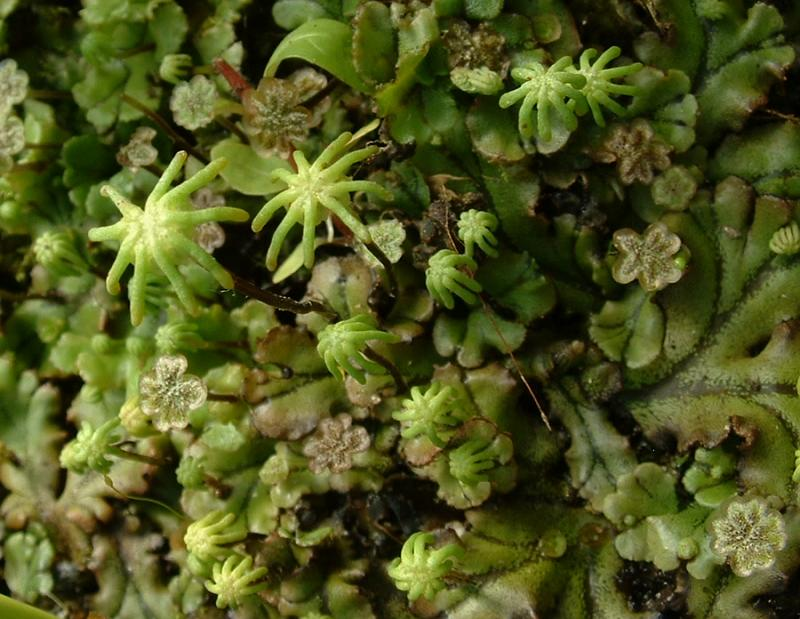
Parapluutjesmos (Marchantia polymorpha) plant zich doorgaans ongeslachtelijk voort

Ongeslachtelijke voortplanting of aseksuele reproductie is voortplanting waarbij slechts één ouder betrokken is. De nakomelingen die ontstaan uit ongeslachtelijke voortplanting zijn genetisch identiek aan het moederorganisme, en worden om deze reden (natuurlijke) klonen genoemd. Ongeslachtelijke voortplanting is de primaire vorm van reproductie bij eencellige organismen zoals bacteriën en amoeben. Ook veel meercellige planten, schimmels en dieren zijn in staat om zich ongeslachtelijk voort te planten.
Ongeslachtelijke voortplanting staat tegenover geslachtelijke voortplanting, waarbij altijd sprake is van twee ouder-organismen, en meestal van een zaadcel en eicel waarbij genetische informatie van de twee ouders wordt overgebracht op de nakomelingen. Door recombinatie van het genetisch materiaal van iedere ouder, ontstaat een uniek dochterindividu.
Prokaryoten planten zich per definitie altijd ongeslachtelijk voort. Dergelijke organismen kunnen een microbiële kolonie vormen na genoeg reproductiecycli (exponentiële groei). De mechanismen van laterale genoverdracht zoals conjugatie, transformatie en transductie kunnen echter wel vergeleken worden met geslachtelijke voortplanting, omdat ook hier sprake is van recombinatie van genetisch materiaal.

## Vormen

### Binaire deling

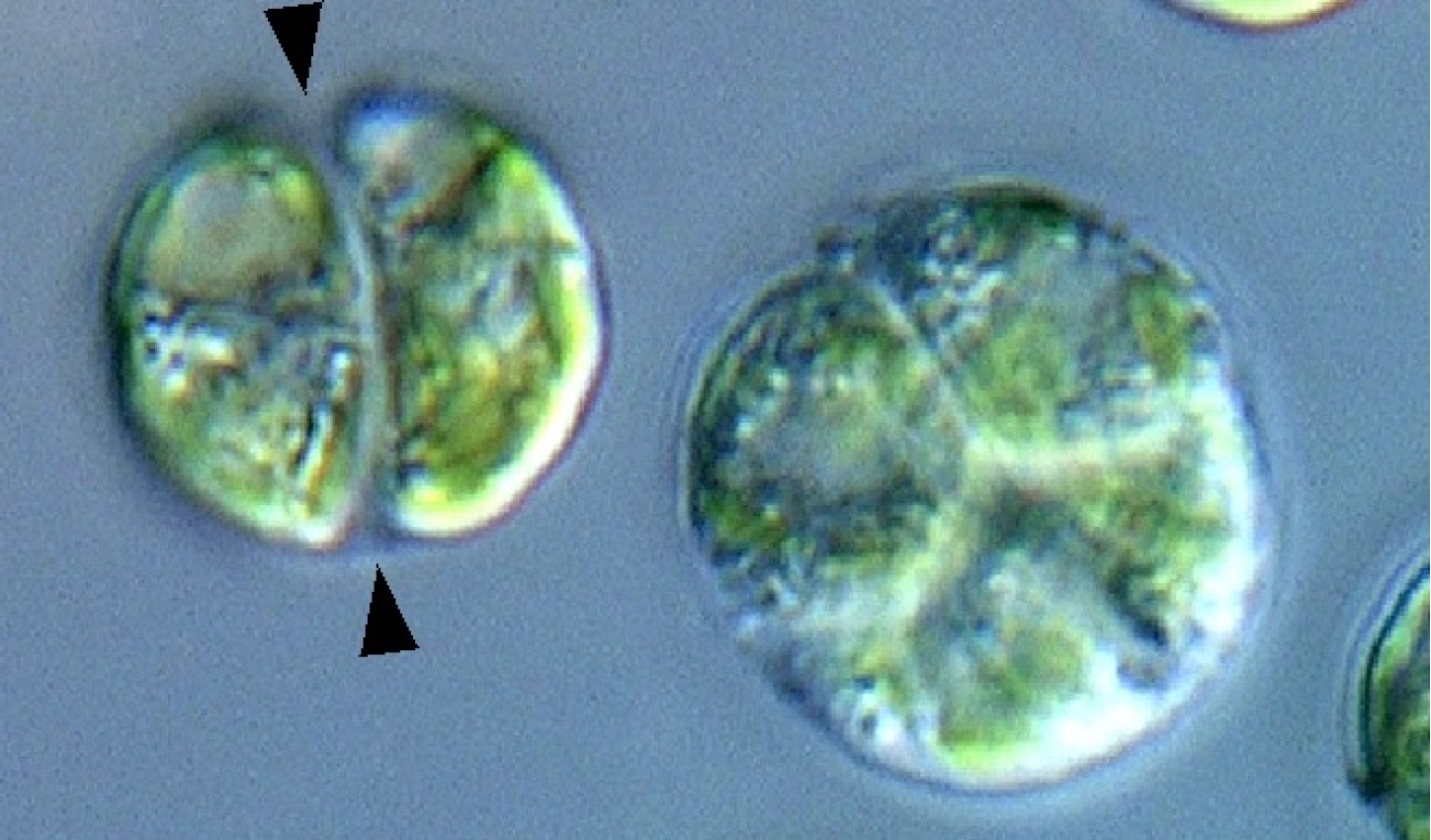
Binaire deling, aangegeven met pijlen, in een chlorarachniofyt, Lotharella globosa

Alle prokaryoten (archaea en bacteriën) planten zich ongeslachtelijk voort door middel van binaire deling. De cel splitst zich in tweeën en vormt daarbij twee genetisch identieke dochtercellen. Onder de juiste groeicondities kan een bacterie op basis van binaire deling een kolonie van miljoenen identieke cellen creëren.
Eencellige eukaryoten (protisten zoals algen en schimmels) kunnen zich op een vergelijkbare manier voortplanten door mitose (gewone celdeling). Hierbij is het mogelijk dat het moederorganisme eerst een aantal kerndelingen ondergaat, waarna het cytoplasma meermalen deelt tot een klompje cellen. Dit proces wordt meervoudige binaire deling genoemd.
In Apicomplexa, een groep microscopische parasieten, kunnen door meervoudige binaire deling verschillende celtypen ontstaan, die elk een eigen rol vervullen in de levenscyclus, zoals merozoïeten (algemene dochtercellen), sporozoïeten (infecteuze dochtercellen) en gametocyten (geslachtscellen).

### Knopvorming

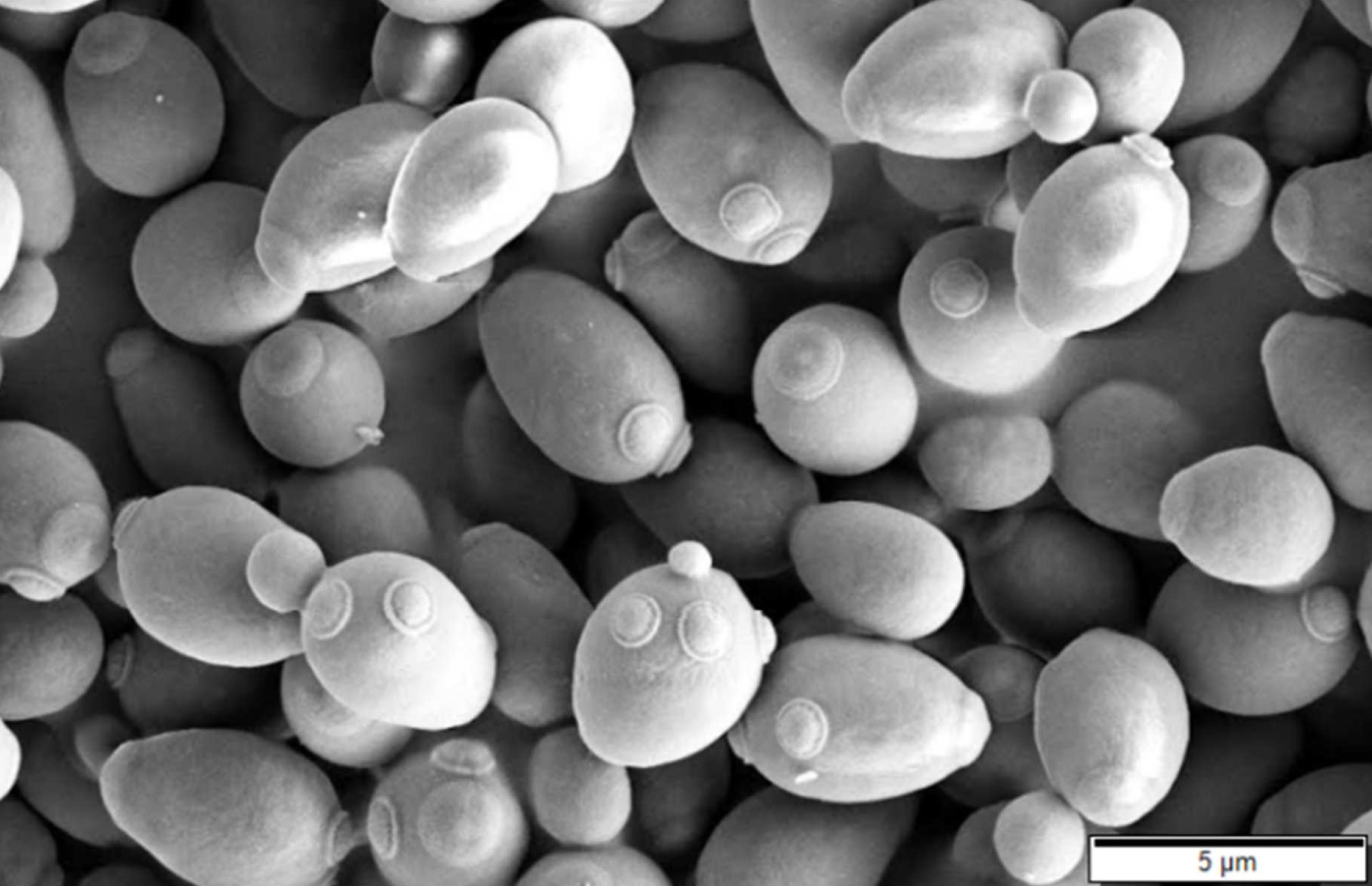
De bakkersgist Saccharomyces cerevisiae vermenigvuldigt zich door knopvorming

Sommige cellen delen zich door middel van knopvorming, een proces waarbij de dochtercel zich afsnoert van de moedercel. Een bekend voorbeeld is bakkersgist. Kleine uitstulpingen groeien uit tot een nieuwe gistcel. Ook veel meercellige organismen vertonen knopvorming, bijvoorbeeld rifkoralen en hydroïdpoliepen. Het nieuwe individu ontwikkelt zich dan als uitgroeisel op het ouderorganisme, en kan ofwel loskomen (zoals bij kwalletjes), of verbonden blijven aan de ouder en zo een grote kolonie vormen (zoals bij koraalriffen). Knopvorming is eveneens beschreven bij sponzen, enkele platwormen en bij de larven van stekelhuidigen.
Knopvorming kan in zeldzame gevallen ook intracellulair plaatsvinden, namelijk bij cellen die geïnfecteerd zijn met een parasiet zoals Toxoplasma gondii. Tijdens dit proces worden twee (endodyogenie) of meer (endopolygenie) dochtercellen gevormd binnen de moedercel, die vervolgens het cytoplasma van de moedercel opeten voordat ze zich splitsen.

### Vegetatieve vermeerdering

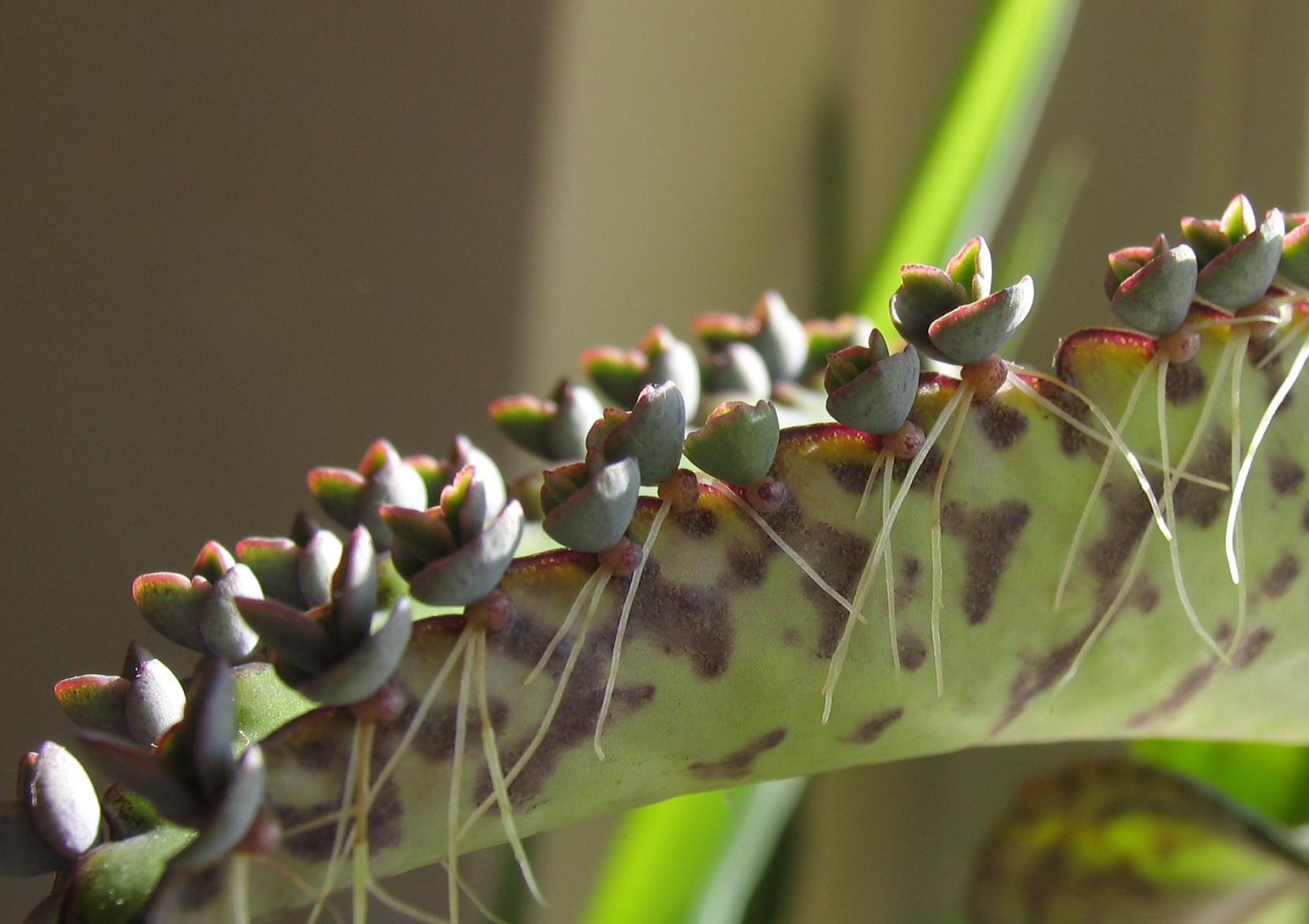
Bij de vetplant Kalanchoe daigremontiana groeien jonge plantjes, inclusief de worteltjes, op de bladrand van de moederplant

Vegetatieve vermeerdering is een andere vorm van ongeslachtelijke voortplanting die voortkomt in planten. Kenmerkend voor vegetatieve vermeerdering is dat de plant nieuwe individuen voortbrengt zonder voorafgaande productie van zaden of sporen, en dus zonder bevruchting of meiose. Veel planten kunnen zich van nature vegetatief voortplanten, bijvoorbeeld via wortelstokken, uitlopers of broedbolletjes. Bij grazige vegetaties met wortelstok-vormende grassen is het dan moeilijk te onderscheiden of er sprake is van individuen of van spruiten van een exemplaar.
De mens maakt al duizenden jaren gebruik van het principe van vegetatieve vermeerdering, bijvoorbeeld door te stekken, af te leggen of te enten. Door planten via vegetatieve weg te vermenigvuldigen, kan men klonen verkrijgen die dezelfde eigenschappen hebben als de moederplant. Om deze reden speelt vegetatieve vermeerdering een belangrijke rol bij de teelt van cultuurgewassen (aardappel, tropische voedingsgewassen), tuinbouwgewassen en in het bijzonder sierplanten en vruchtbomen.
Een bijzondere manier van vegetatieve vermeerdering is weefselkweek. Dit is een techniek die wordt aangewend om plantencellen onder steriele omstandigheden te laten groeien op een voedingsmedium. Weefselkweek is gebaseerd op het feit dat veel plantencellen het vermogen hebben om te regenereren tot een volledig individu.

### Sporenvorming

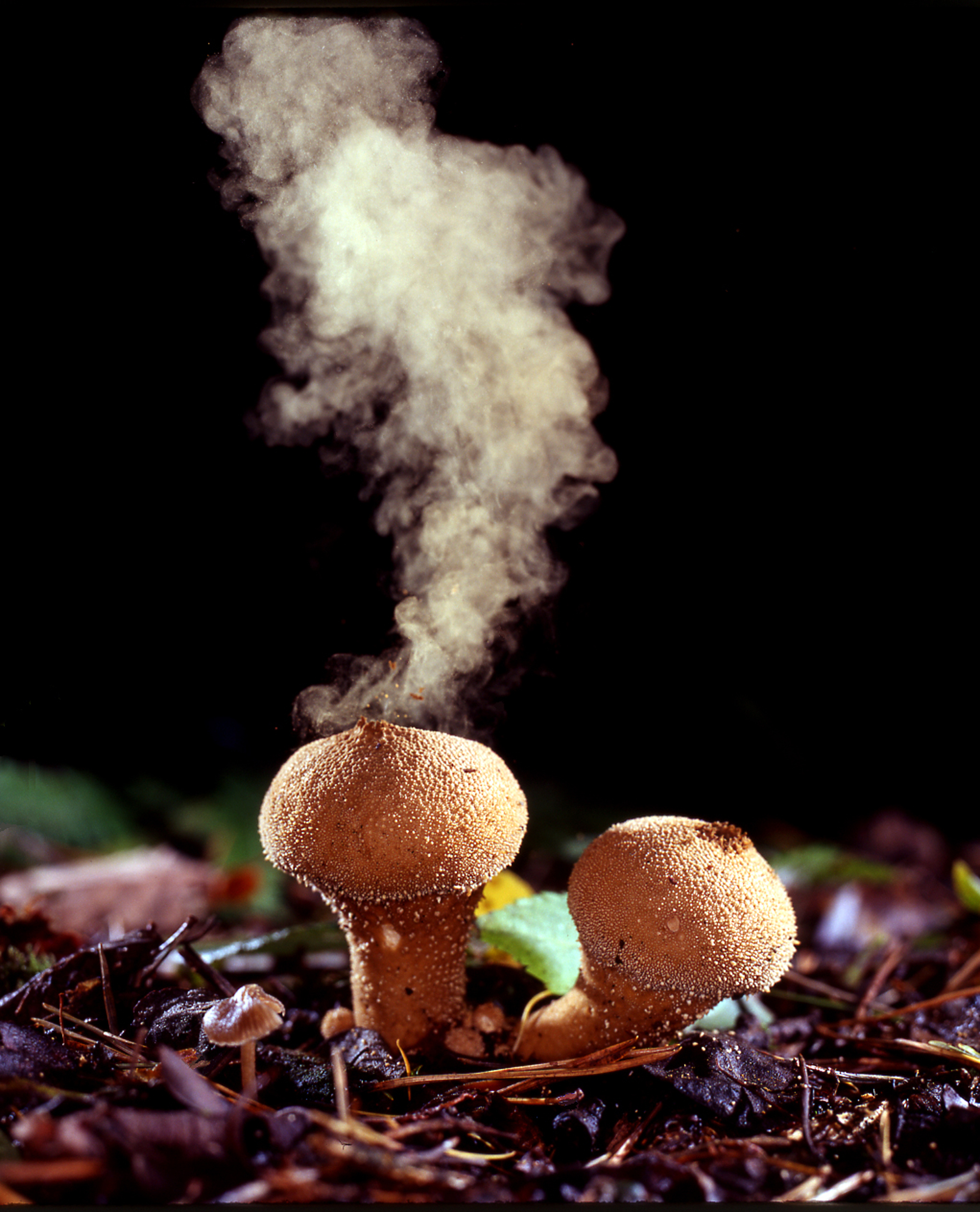
Een sporenwolk uit de parelstuifzwam (Lycoperdon perlatum)

Veel meercellige organismen – met name planten, algen en schimmels – vormen sporen in een bepaalde fase van hun levenscyclus. Een spore is een eencellig lichaam dat meestal inwendig in het ouderorganisme wordt aangelegd. Sporen zijn de media van ongeslachtelijke voortplanting: ze hoeven niet met elkaar te versmelten, maar ontwikkelen zich rechtstreeks tot een nieuw individu.
In het plantenrijk is sporenvorming voornamelijk duidelijk te zien bij soorten die zaadloos zijn, waaronder mossen en varens. De (meio-)sporen worden bij planten door reductiedeling (meiose) geproduceerd in speciale organen, de sporangiën. Na verspreiding en ontkieming groeien de sporen uit tot haploïde meercellige individuen, de gametofyten. Deze individuen vormen dan door middel van gewone celdeling (mitose) de gameten. Na de bevruchting (versmelting van de gameten) tot een zygote kan zich een nieuwe sporofyt ontwikkelen. Sporenvorming en gametenvorming vinden bij mossen en veel varens plaats in afzonderlijke generaties van de levenscyclus.
Bij schimmels vervullen sporen een functie die analoog is aan die van zaden. Schimmels kunnen zich ongeslachtelijk voortplanten door via mitotische weg sporen te vormen. Dit gebeurt bij hogere schimmels veelal in gespecialiseerde vruchtlichamen. Onder de juiste omstandigheden van vocht, temperatuur en voedselbeschikbaarheid groeien de sporen uit tot nieuwe individuen. 
Sommige bacteriën kunnen endosporen vormen wanneer ze in ongunstige omstandigheden terechtkomen. In de spore is een van de twee DNA-strengen opgeslagen, omgeven door een sporemembraan en een laag peptidoglycaan. De spore is zeer goed bestand tegen de inwerking van chemicaliën (waaronder diverse desinfectantia) en hitte (denatureren pas boven 100 °C). Endosporen kunnen na maanden of jaren van dormantie in gunstig milieu ontkiemen.

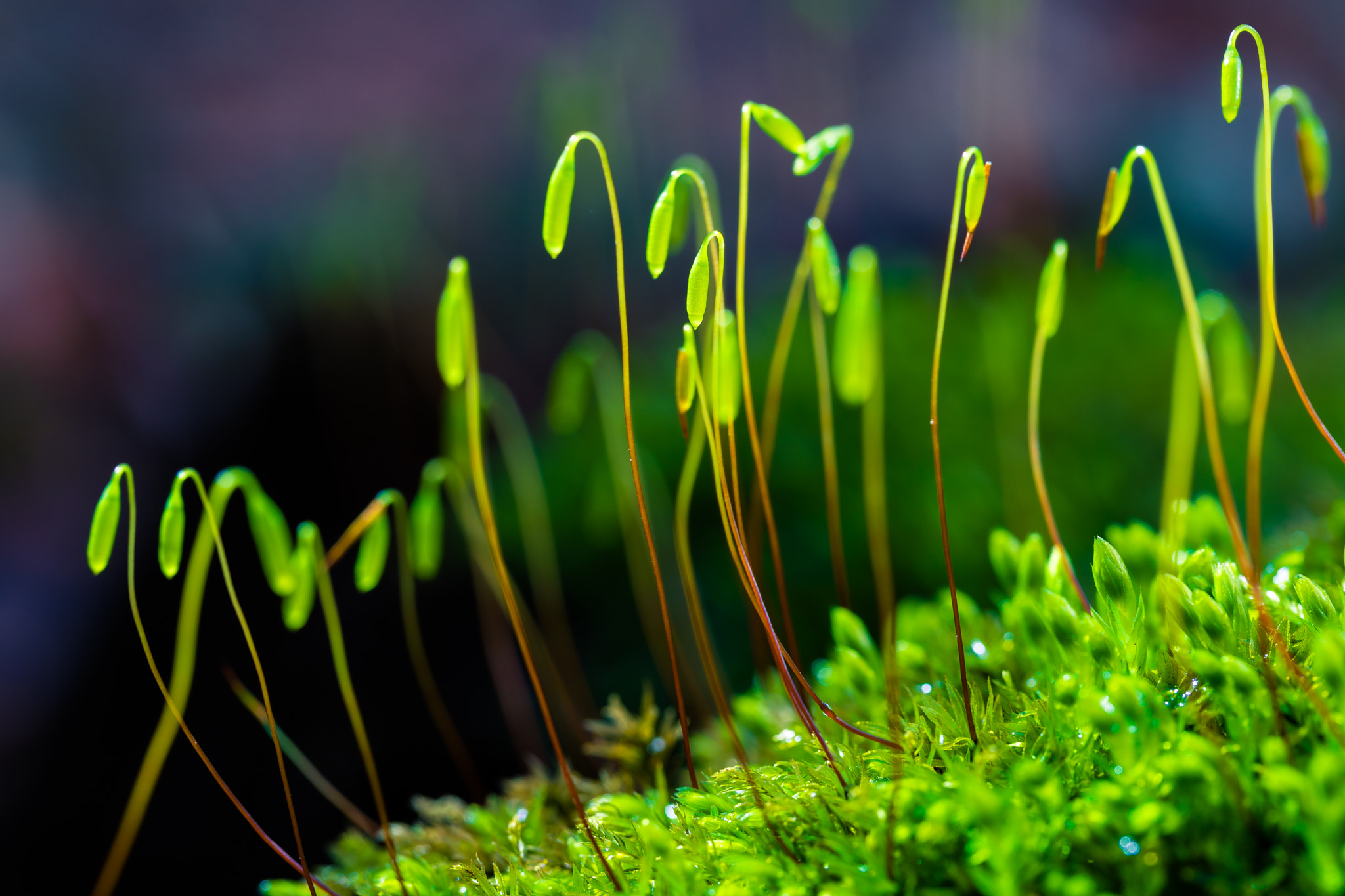
Sporangia (sporendoosjes) van mos
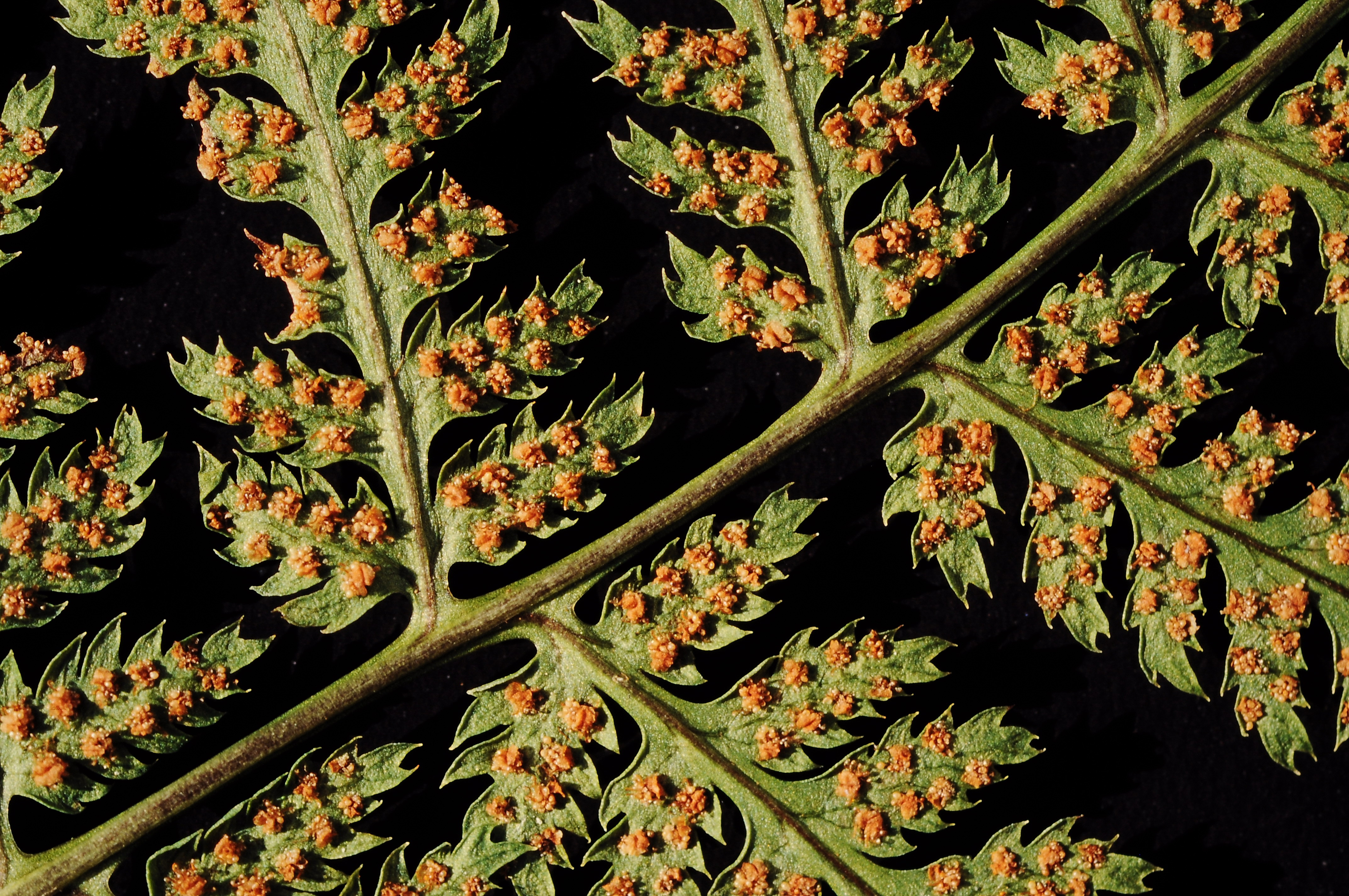
Sori aan de onderzijde van een varenblad
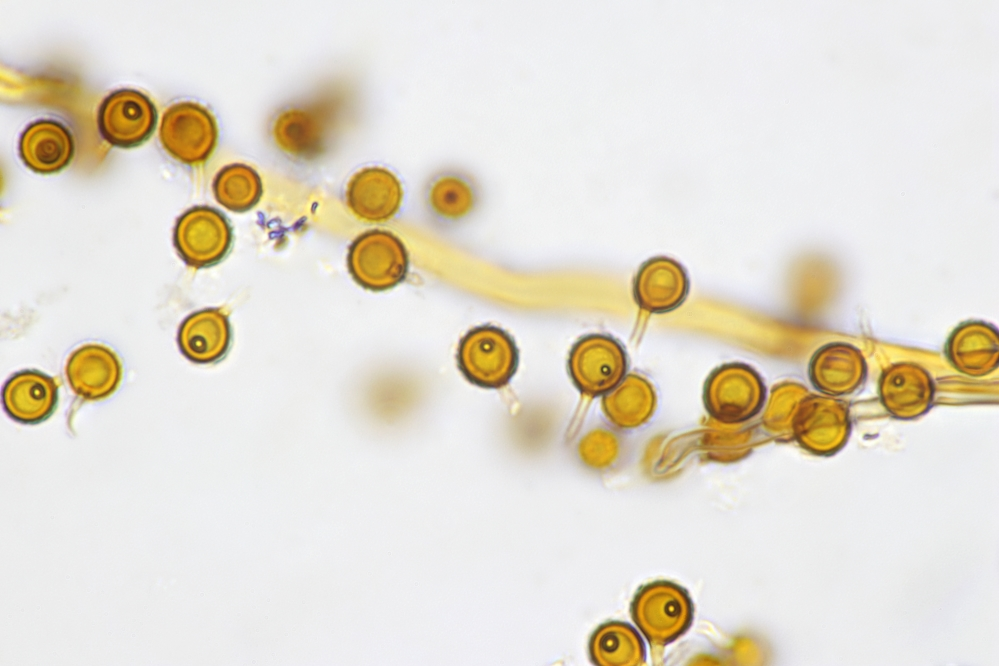
Mitosporen van de schimmel Bovista

### Fragmentatie

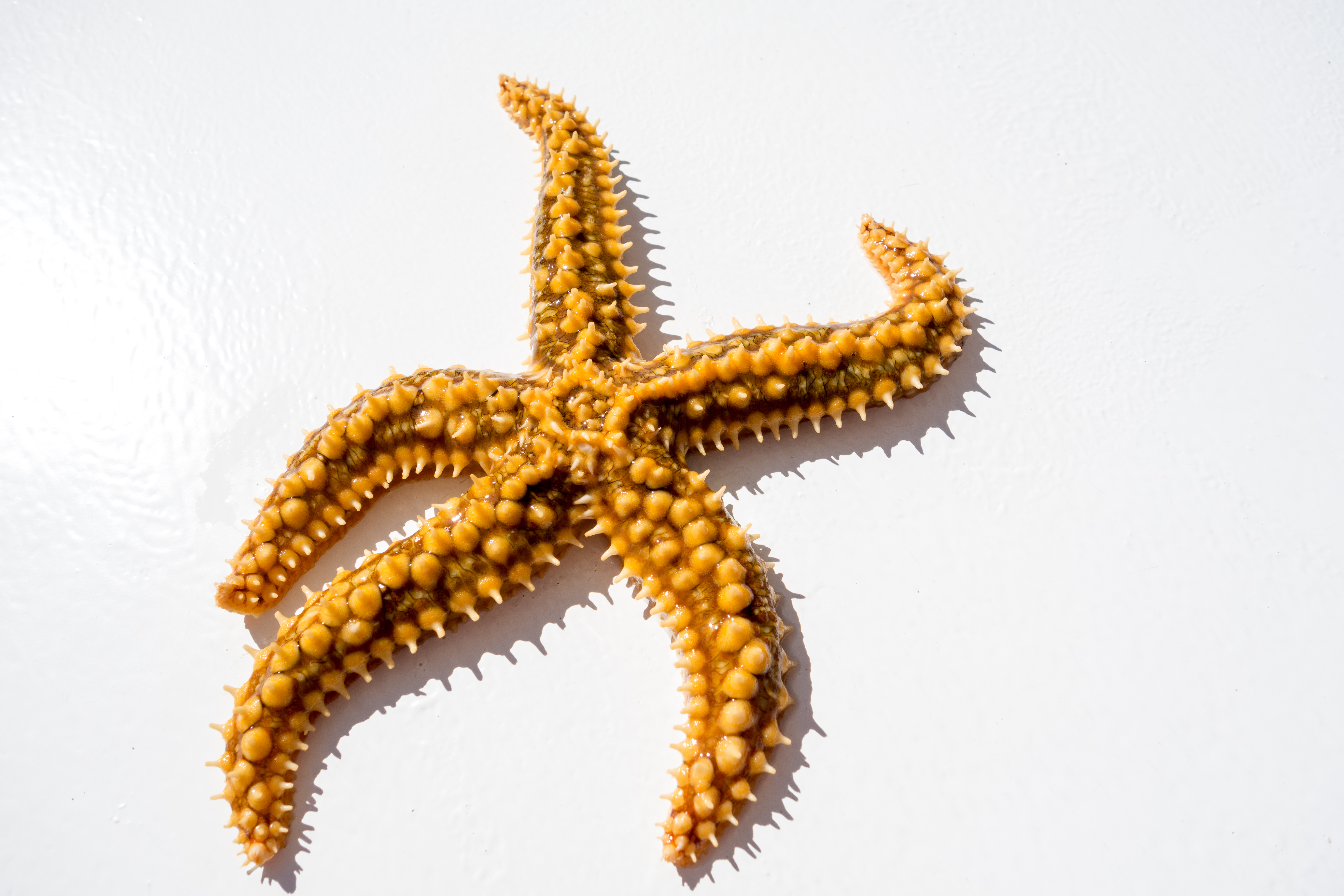
Zeesterren hebben een groot regeneratie-vermogen. Zelfs als een zeester vier van de vijf armen verliest, kan zij deze volledig regenereren.

Fragmentatie is een andere veelvoorkomende vorm van ongeslachtelijke voortplanting en kenmerkt zich door het afsplitsen van een fragment van het ouderorganisme, dat zich vervolgens kan ontwikkelen tot een volledig nieuw individu. Fragmentatie is een wijdverspreid fenomeen en komt voor bij verschillende dieren, planten en schimmels.
Dieren die zich ongeslachtelijk voortplanten via fragmentatie zijn onder meer platwormen, zeesterren, bloemdieren en veel ringwormen, waaronder polychaeten en sommige oligochaeten. Bij zeesterren wordt fragmentatie vaak aangeduid met de term fissipariteit. Ondanks dat fragmentatie ongeslachtelijke voortplanting is, kunnen tussen het fragment en het ouderorganisme onder invloed van milieuveranderingen wel genetische en epigenetische verschillen ontstaan.
Bij korstmossen – een symbiotische associatie tussen een schimmel en een alg en/of een cyanobacterie – vormt het thallus gespecialiseerde organen (isidiën en soralen) die uiteenvallen in fragmenten, die elk weer aangroeien tot een nieuw individu. Fragmentatie zorgt ervoor zorgt dat beide symbionten in het nieuw individu terechtkomen. Sommige mossen bezitten gespecialiseerde structuren voor fragmentatie, zoals gemmen in veel levermossen en in bladmossen. Bij de laatste is het afbreken van de mosplant of van bladeren een veelvoorkomende wijze van voortplanting.

### Parthenogenese

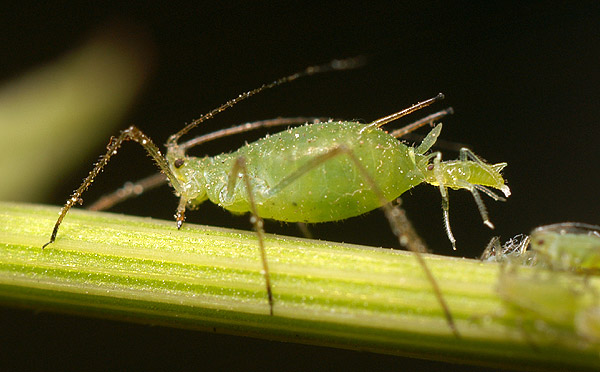
Bladluizen kunnen zonder voorafgaande bevruchting jongen baren

Parthenogenese is een vorm van ongeslachtelijke voortplanting waarbij vrouwelijke dieren nakomelingen krijgen zonder dat hun eieren door mannetjes bevrucht zijn. Parthenogenese komt verspreid voor door het hele dierenrijk, het vaakst bij geleedpotigen (watervlooien, bladluizen, wandelende takken, sommige mieren, bijen en sluipwespen) en raderdiertjes, maar ook bij vissen, amfibieën en reptielen.
In het plantenrijk bestaat een vergelijkbaar proces dat apomixie wordt genoemd. Apomixie verwijst naar de vorming van een nieuwe sporofyt zonder bevruchting. Het is een belangrijk proces bij varens en bloemplanten. Apomixie bij bloemplanten slaat op de vorming van zaden zonder bevruchting. Een voorbeeld van een apomictische plant is de paardenbloem. De mens kan gebruik maken van apomixie om hybride planten te klonen.